# Bokhtar
Bokhtar
Bokhtar (Qurghonteppa, en tadjik : Қурғонтеппа ; en persan : گرگان تپه ; en russe : Курган-Тюбе, Kourgan-Tioube, qui signifie les « collines de Gurgan ») ou Kurgan-Tjube, est une ville du Tadjikistan et la capitale de la province de Khatlon. Sa population s'élevait à 75 450 habitants en 2010, ce qui en fait la quatrième ville du pays.

## Géographie
Qurghonteppa est située dans la vallée de la Vakhch, au sud-ouest du Tadjikistan, à 119 km au sud de la capitale Douchanbé et à 88 km à l'ouest de Kulob.

## Histoire
Selon des sources anciennes, Qurghonteppa est apparue à l'époque de l'empire Kouchan et pourrait être l'ancienne Levakand. C'était déjà une importante cité qui avait sa propre monnaie. À la fin du VIIe siècle elle passa sous domination arabe puis fut ruinée par une invasion mongole. Elle appartient alors au khanat de Djaghataï. Ce n'est qu'à partir du XVIe siècle qu'elle se développe à nouveau. Pendant la période soviétique, elle est la capitale administrative de l'oblast de Kourgan-Tioube de 1944 à 1947 puis de 1977 à 1988. La ville a été fortement endommagée durant la Guerre civile (1992-1997). L'opposition politique au Tadjikistan a débuté dans la ville de Qurghonteppa.

## Population
Qurghonteppa compte plus de 17 nationalités et ethnies : Tadjiks, Ouzbeks, Russes, Tatars, Ukrainiens, Kazakhs, Grecs, Coréens, etc. Une forte minorité russe était employée activement dans les complexes industriels et agricoles dans et autour de la ville mais 85 % d'entre eux ont quitté la ville pendant la guerre civile. La population varie selon la saison en raison des vagues de migrants tadjiks partant chercher du travail en Russie.
Recensements (*) ou estimations de la population 
| 1959*  | 1970*  | 1979*  | 1989*  |
| ------ | ------ | ------ | ------ |
| 23 560 | 34 620 | 42 075 | 58 505 |

| 2000*  | 2010*  | 2013   | - |
| ------ | ------ | ------ | - |
| 60 508 | 75 450 | 77 000 | - |

## Transports
L'aéroport international de Qurghonteppa offre des liaisons avec des villes de Russie et du Kazakhstan.
Qurghonteppa est reliée par le chemin de fer vers le sud-ouest à Termez (à 220 km) et, depuis 1999, vers le nord-est à Kouliab (à 130 km). La voie ferrée la reliant à Yovon a été construite entre 1966 et 1980.

## Économie
La ville est considérée comme le cœur des cultures de coton (l' « or blanc ») au Tadjikistan.
C'est l'un des pôles importants dans le domaine financier et des télécommunications.
Les émigrés tadjiks travaillant à l'étranger, particulièrement en Russie, contribuent de façon significative à l'économie locale depuis le début des années 2000.